# Årby naturreservat
Årby är ett naturreservat och friluftsområde i Eskilstuna kommun i Södermanlands län. Området ligger norr om centrala Eskilstuna, direkt norr om Årby och E20, strax väster om Skiftinge. Naturreservatet bildades år 1974 och reviderades 2010. Kommunen har här grillplatser och en lekplats.

## Naturreservatet
I området har det sedan 1600-talet legat flera gamla gårdar. Syftet med reservatet är att skydda området för att bevara ett landskap som är präglat av jordbruk och friluftsliv. Tanken är också att reservatet ska "bevara och utveckla det rörliga friluftslivet och vara en resurs för kommunens folkhälsoarbete". När naturreservatet bildades år 1974 var just syftet att bevara och främja friluftslivet. Vid revideringen år 2010 utvecklades syftet till att även omfatta "områdets natur- och kulturmiljövärden". Området består av äldre åkermark där man bedriver bete för att kunna hålla marken öppen. Skogen är blandskog.

### Fornminnen
Flera fornminnen finns inom naturreservatets område, bland annat flera stensättningar och gravfält samt en rusten. Även rester av husgrunder kan ses här. En del av syftet med reservatet är just att bevara och tydliggöra dessa fornlämningar.

## Motionsområdet
I Årby finns motionsspår för löpning och vandring. Det finns slingor på mellan 1,25 och 10 kilometer varav vissa är elljusspår. Vintertid finns här även skidspår. Vandringsleden Gyllenhielmska leden börjar här och går ut till Sundbyholm och vidare mot Björsund. Kommunen driver här Årbystugan, en naturstuga som har öppet sommartid. Korpen arrangerar tipspromenad här.

## Bilder

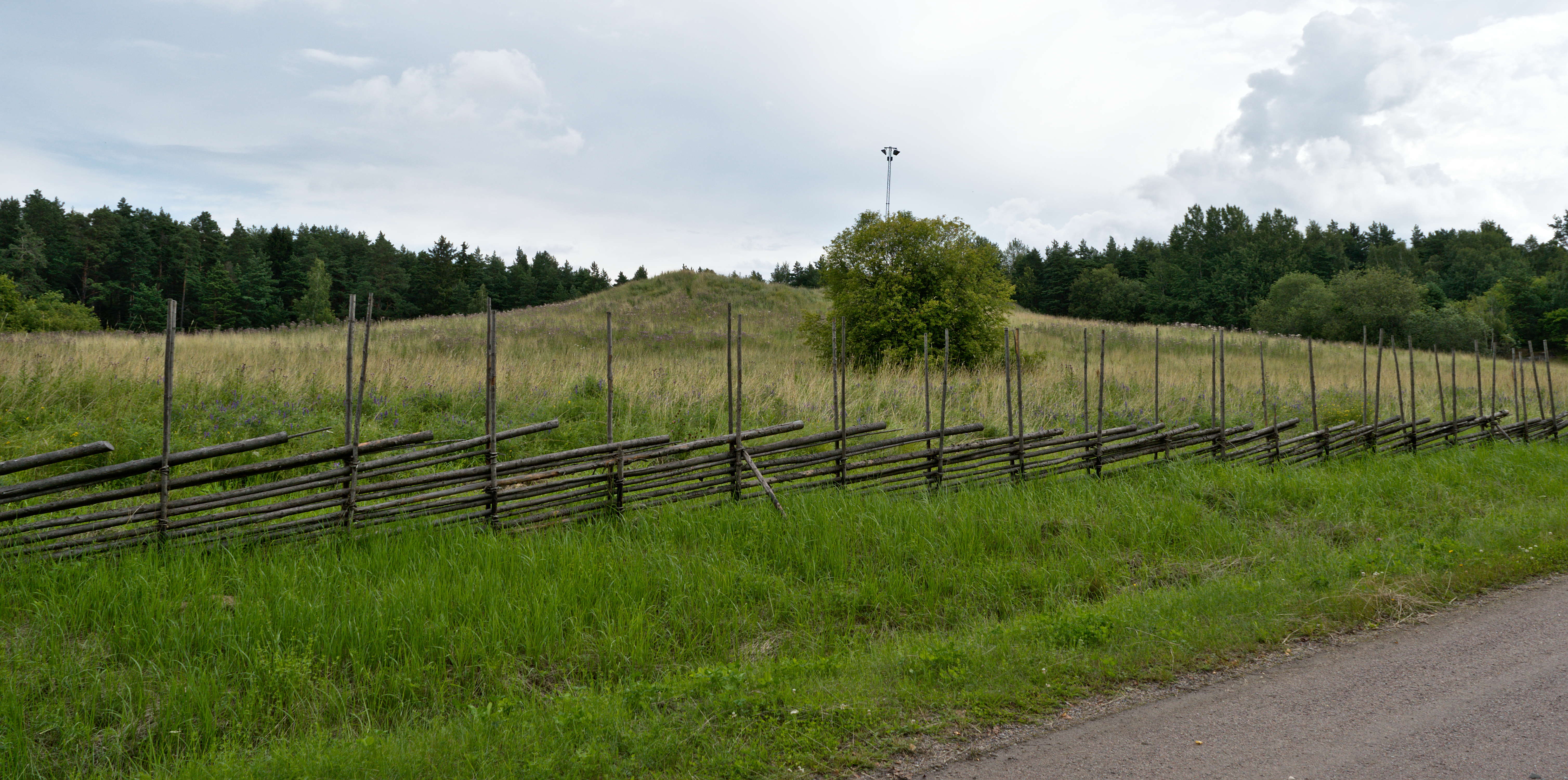
Gärsgård i sydvästra delen av reservatet.
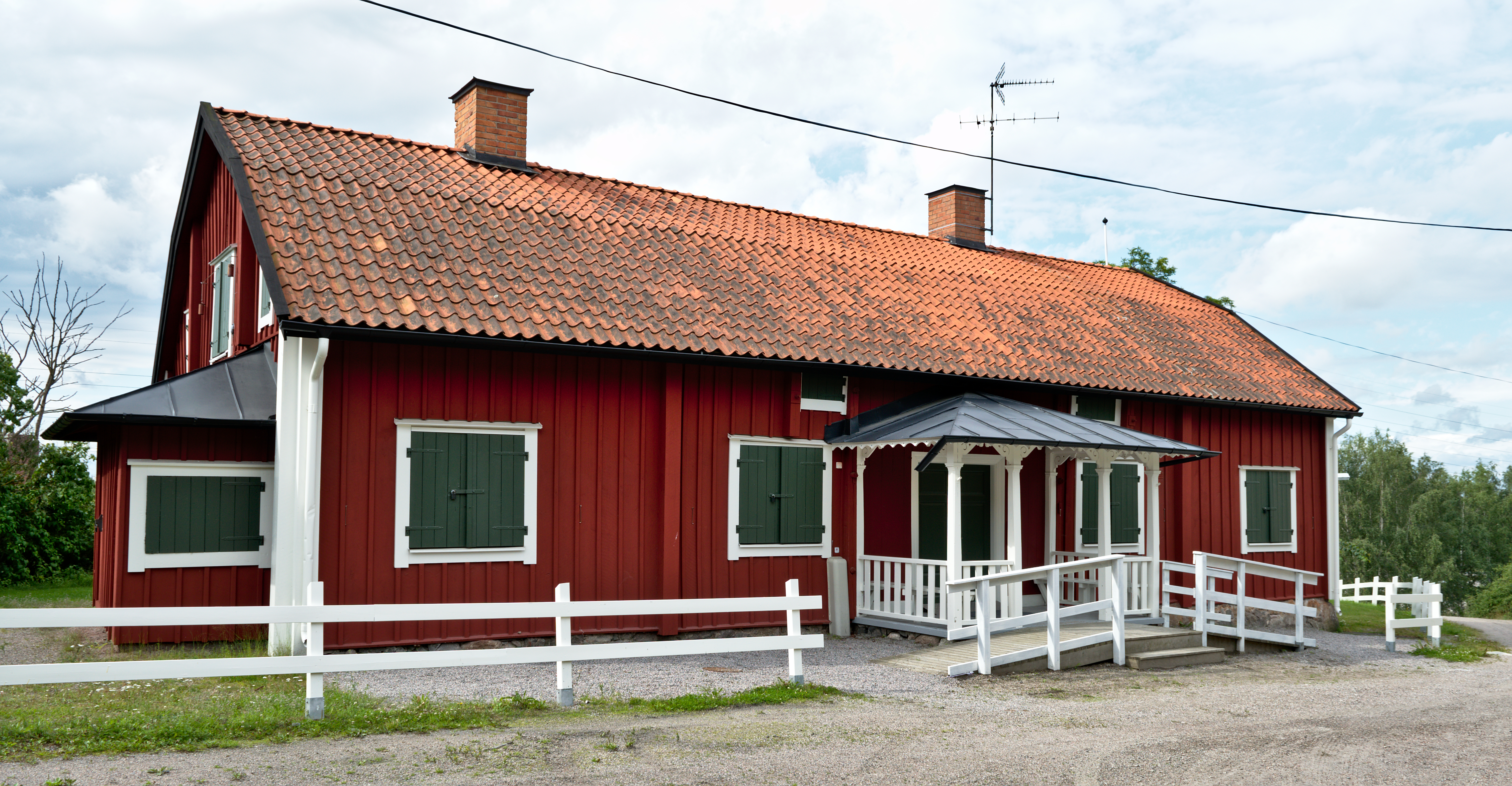
Årbystugan.
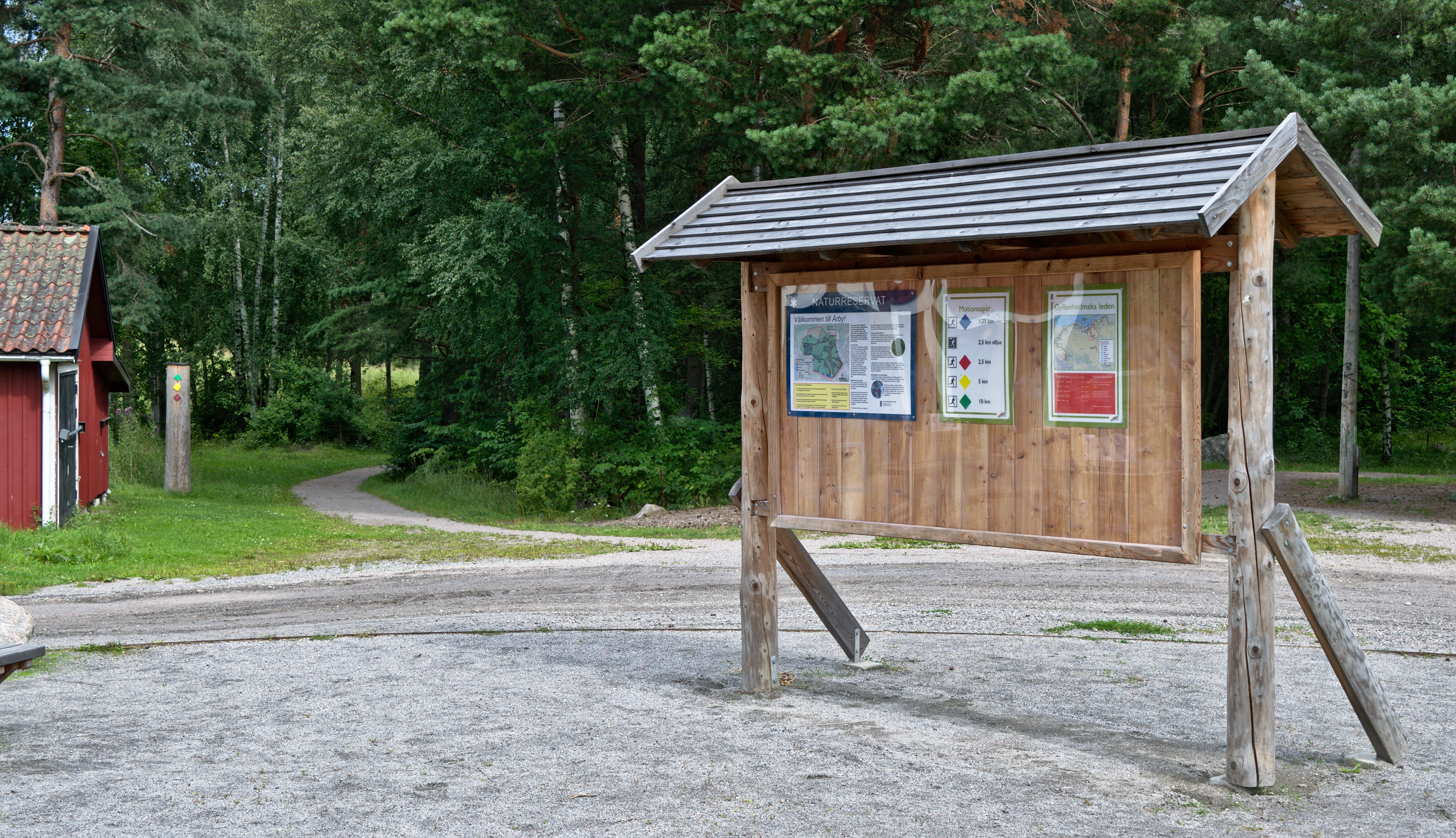
Informationsskylt vid Årbystugan.
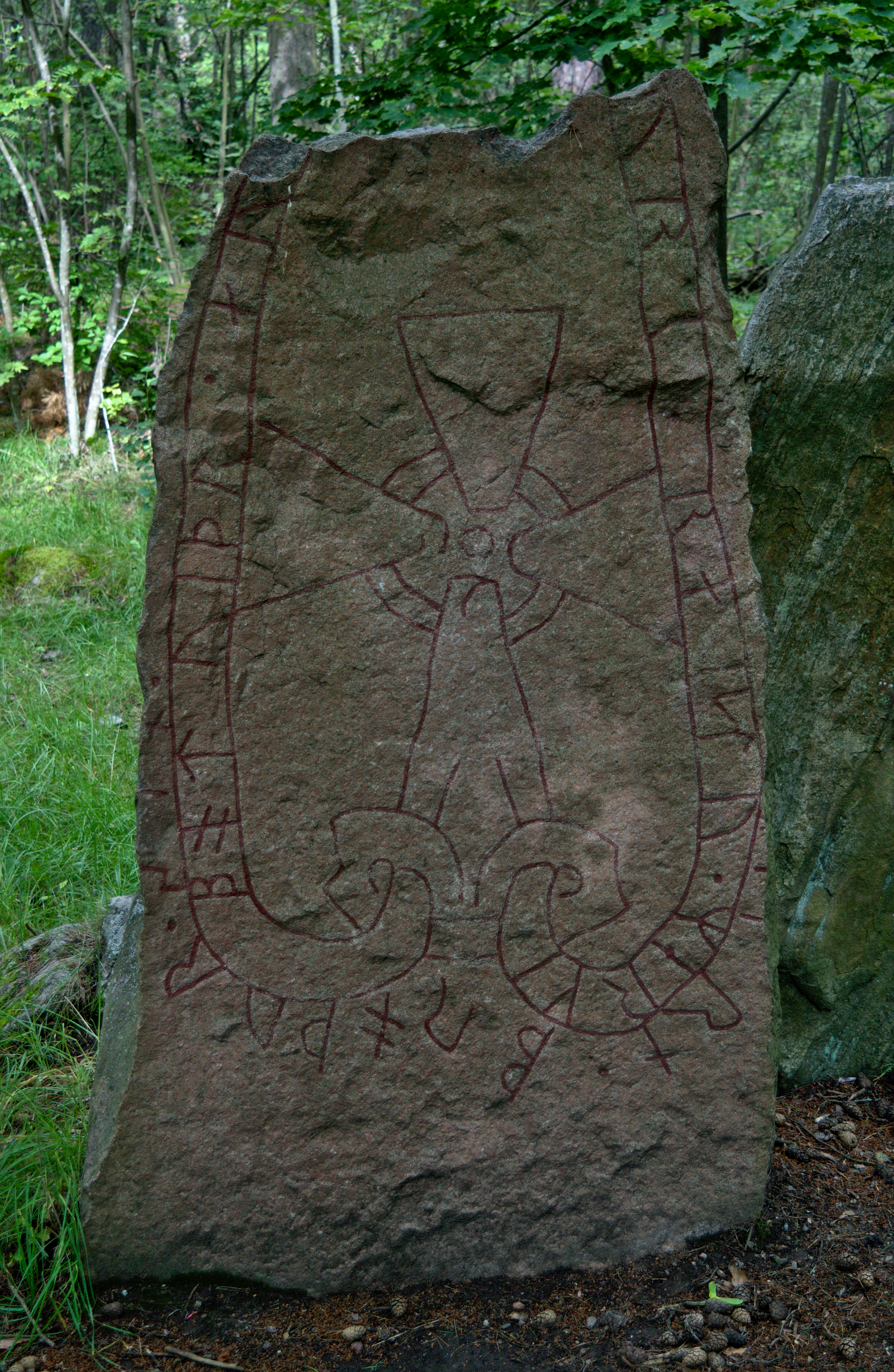
Runstenen i sydöstra hörnet av Årby.
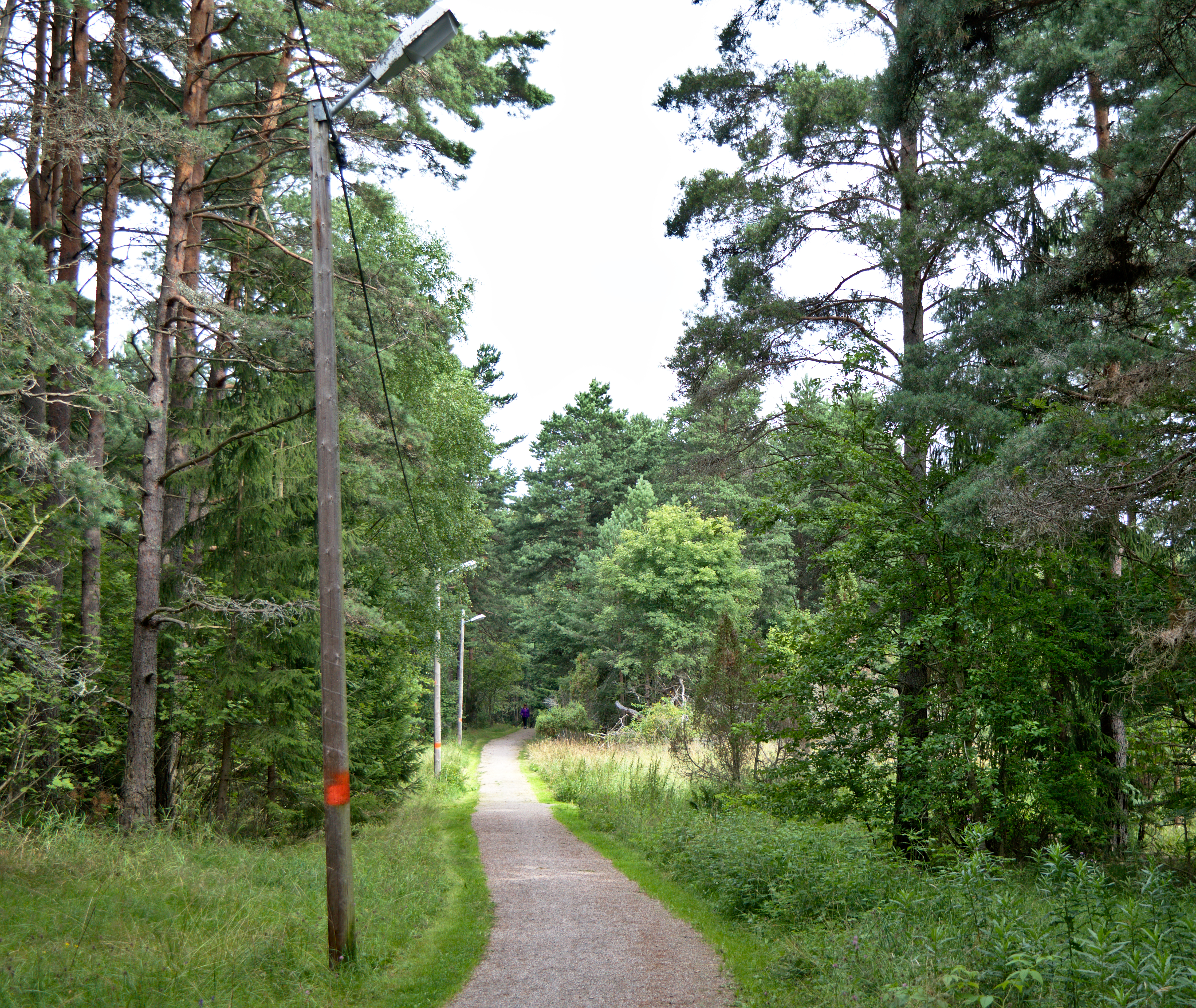
Elljusspår längs Gyllenhielmska leden.
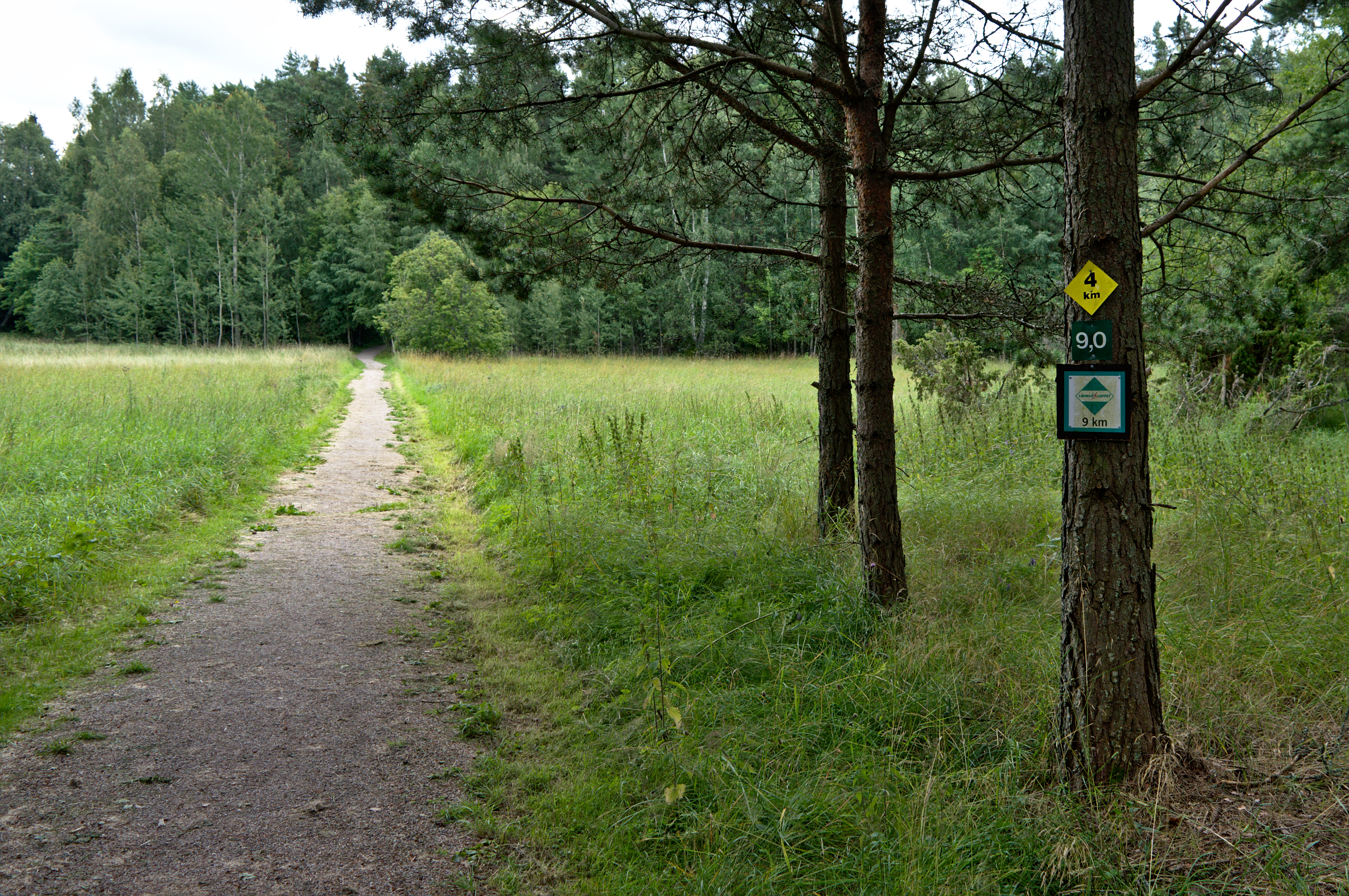
Markeringar mot slutet av motionsspåret.